# Delpinoella insignis
Delpinoella insignis är en svampart som beskrevs av Sacc. & Trotter 1899. Delpinoella insignis ingår i släktet Delpinoella, divisionen sporsäcksvampar och riket svampar.   Inga underarter finns listade i Catalogue of Life.